# 이석문 (1959년)

이석문(李碩文, 1959년 1월 14일~)은 대한민국의 교육인, 정치인이다.

## 학력
- 제주서초등학교
- 제주제일중학교
- 오현고등학교
- 제주대학교 사범대학 영어교육과

## 경력
- 2014.07 ~ 2022.06 제15대 제주특별자치도 교육청 교육감
- 2010.07 ~ 2014.06 제9대 제주특별자치도의회 교육위원회 교육의원
- 제9대 제주특별자치도의회 해군기지건설갈등해소특별위원회 의원
- 전국교직원노동조합 제주지부 지부장
- 제주친환경급식연대 상임대표
- 제주KBS 시청자위원
- 미디어제주 독자위원
- 표선고등학교 학교운영위원
- 제주고등학교 학교운영위원

## 역대 선거 결과
|  | 45.29% |

|  | 33.22% |

|  | 51.20% |

|  | 42.52% |